# Oscar alle migliori didascalie
L'Oscar alle migliori didascalie (Academy Award for Best Title Writing) è un premio oscar assegnato alle migliori didascalie. Istituito per l'edizione del 1929, venne assegnato solamente una volta.
Nelle edizioni successive in realtà il premio non scomparve, ma venne inglobato nel premio alla migliore sceneggiatura

## Vincitori e candidati
L'elenco mostra il vincitore, Joseph Farnham, seguito dai film e dalle persone che hanno ricevuto la candidatura. L'anno indicato è quello in cui è stato assegnato il premio e non quello in cui è stato diretto il film. 
- 1929

- - Joseph Farnham - (Questo premio non fu associato ad un particolare film)
  - Gerald Duffy - The Private Life of Helen of Troy
  - George Marion Jr. - (Questo premio non fu associato ad un particolare film)